# Phil Roy
 (mars 2014).
Si vous disposez d'ouvrages ou d'articles de référence ou si vous connaissez des sites web de qualité traitant du thème abordé ici, merci de compléter l'article en donnant les références utiles à sa vérifiabilité et en les liant à la section « Notes et références ».
Phil Roy, né en 1988, est un humoriste et comédien canadien.

## Biographie
Phil Roy, en 2020, demande en fiançailles sa copine de 2 ans, Virginie Gascan Lauzon. Rapidement, le couple attend leur premier enfant. En 2020, Billie nait. En 2023, Phil Roy attend son deuxième enfant avec sa conjoint. Ils l'appelleront Cléo.
Phil Roy participe pendant plusieurs années à des ligues d’improvisation avant de s’inscrire à l’École nationale de l'humour en 2009. Deux ans plus tard, on entend déjà parler de son drôle de personnage avec « La tournée des finissants cuvée 2011 »,. Durant ses études, il fut éducateur dans une école primaire à Montréal.
Plusieurs médias soulignent également la performance de Phil dans le rôle de « l’ami Facebook » lors du Gala Les Olivier 2011. Depuis, on a pu le voir entre autres comme un des chroniqueurs Nobody aux côtés de Jean-François Mercier dans Un gars le soir et collaborateur à Brassard en direct d'aujourd'hui sur V Télé. En tant que comédien, il a interprété plusieurs rôles dans plusieurs webséries, telles que Sale gueule, Offre d'emploi, Oui-Allo? et Le Frigidaire sur Lib tv, ainsi que La boite à malle produite par Turbulent.
Phil Roy participe à l'édition 2013 de l'émission En route vers mon premier gala Juste pour rire,. Il y figure parmi les quatre finalistes. À la suite de sa participation, il est invité à monter sur la scène de la Place des arts pour le Gala Argent animé par Jean-François Mercier,,. Le même été, à Val-d'Or, il est doublement récompensé en sortant grand gagnant du Concours de la relève de l'humour du Festival d'humour de l'Abitibi-Témiscamingue et en remportant le Prix du public,. Dans le cadre du Zoofest, il retient l'attention des médias avec le spectacle Phil et Mehdi 3D ,, et comme animateur du Show du roast.
En 2014, Phil Roy se joint à l’équipe de comédiens maison de SNL Québec, adaptation québécoise de l'émission connue Saturday Night Live, diffusée à Télé-Québec.
À l’hiver 2016, Phil Roy est le lauréat de l’Olivier Découverte de l’année au Gala Les Oliviers,.
En 2017, l'humoriste lance la tournée de son premier one-man-show Monsieur. 
En 2018, il se voit offrir sa première émission de télévision, Phil s’invite, présentée sur les ondes de V télé. En 2019, l’émission est renouvelée pour une deuxième et dernière saison. Il fait ses débuts à la radio à titre de Fantastique (chroniqueur) dans la très populaire émission de radio Véronique et les Fantastiques, diffusés sur les ondes de Rouge FM, dès 2018.
Il a fait sa première apparition avec sa conjointe sur la tapis rouge au Gala les Oliviers en 2018.
En 2021, Phil Roy s'associe à l'humoriste Louis Morissette pour fonder l'entreprise TREMA. Leur collaboration donne naissance au premier café latté en canette produit au Québec.

## Formation
- 2009-2011 : École nationale de l'humour - Profil Humoriste

## Carrière

### Humour
- 2011 : Tournée des finissants de l'École nationale de l'humour
- 2012 : Gala Grand Rire
- 2013 : Grand Rire Comédie Club
- 2013 : Show des 25 ans de l'École nationale de l'humour
- 2013 : En route vers mon premier Gala Juste pour rire
- 2013 : Concours de la relève du Festival d'humour de l'Abitibi-Témiscamingue
- 2013 : Phil et Mehdi 3D au Zoofest
- 2013 : Show du roast au Zoofest - Animation
- 2013 : Galoff des Chick'n Swell à Juste pour rire
- 2013 : Gala Argent à Juste pour rire (animé par Jean-François Mercier)
- 2014 : Gala Les Vedettes à Juste pour rire (animé par Charles Lafortune) [21]
- 2015 : Gala La Gourmandise à Juste pour rire (animé par André Sauvé) [21]
- 2017 : Gala Absurde à Juste pour rire (animé par Réal Béland (fils)) [22]
- 2017 : Gala Formule pour les moins de 35 ans Festival Comédiha (animation) [23]
- 2017 : Lancement de son premier one-man-show Monsieur [24]
- 2018 : Show des 30 ans de l'École nationale de l'humour
- 2018 : Gala Formule pour les moins de 35 ans Festival Comédiha (animation) [25]
- 2019 : Gala Formule pour les moins de 35 ans Festival Comédiha (animation) [26]
- 2019 : Gala Les soirées Carte Blanche à Juste pour rire (animé par Katherine Levac) [27]
- 2019 : Gala Les Oliviers - remise d'un prix en compagnie de Christine Morency [28]
- 2020 : Gala Les soirées Carte Blanche à Juste pour rire (co-animé avec Pier-Luc Funk) [29]
- 2020 : Animation d'une soirée d'humour Wifi Comédie Club diffusée dans Yoop [30]

### Télévision
- 2011 : Gala Les Olivier - Sketch «L'ami Facebook»
- 2013 : Un gars le soir - Chroniqueur
- 2013 : En route vers mon premier gala Juste pour rire - Finaliste
- 2013 : Juste pour aider
- 2013 : Les Grandes Entrevues (François Massicotte) - Sketch
- 2013 : Show des 25 ans de l'École nationale de l'humour
- 2013 : Brassard en direct d'aujourd'hui - chroniqueur
- 2014 : Les Gars des vues
- 2014 : SNL Québec - comédien-maison
- 2014 : Prière de ne pas envoyer de fleurs - comédien
- 2014 : Juste pour rire en direct - chroniqueur
- 2014 : Cliptoman
- 2015 : Les 5 Prochains (ARTV) [31]
- 2015 : Le Nouveau Show
- 2015 : Les enfants Roy (VRAK TV)
- 2016 : ALT (VRAK TV) [32]
- 2018 : Phil S'invite à (V Télé)
- 2019 : Phil S'invite à (V Télé) [33]
- 2019 : Juge invité à Roast Battle (Z Télé)
- 2020 : Juge invité à Roast Battle (Z Télé) [34]
- 2020 - : Les Frères Apocalypse
- 2021 : Qui sait chanter? (Noovo) — présentateur[35]

### Web
- 2011 : Offre d'emploi, Lib tv
- 2012 : Oui allô ?, Lib tv
- 2012 : La Boîte à malle, Turbulent
- 2012 : Sale Gueule, Lib tv
- 2012 : Le Frigidaire, Lib tv
- 2014 : Marc Gendron et ses amis, C Majuscule Média/TVA
- 2014 : Capsule Microplay
- 2020 : Création du Wifi Comédie Club [36]

### Radio
- 2019 : Véronique et les Fantastiques à Rouge FM (Québec) [37]
- 2020 : Véronique et les Fantastiques à Rouge FM (Québec)

### Écriture
- 2012 : Oui, allô ?
- 2012 : Devenir expert en 3 minutes (saison 2)
- 2012 : Patrice Lemieux, la web série

## Prix et distinctions
- 2013 : Première place et prix du public au Concours de la relève du Festival d'humour de l'Abitibi-Témiscamingue
- 2013 : Finaliste à En route vers mon premier Gala Juste pour rire ;
- 2016 : Découverte de l'année au Gala d'humour les Olivier.
- 2018 : Récipiendaire d'un billet platine remis par L'ADISQ pour commémorer les 100 000 billets vendus pour Monsieur [38]
- 2020 : Nomination au Gala Les Oliviers dans la catégorie Olivier de l'année [39]